# Macrobrachium lanchesteri
Espèce
Statut de conservation UICN

 LC  : Préoccupation mineure
La crevette fantôme (Macrobrachium lanchesteri) est une espèce de crevettes dont le nom de genre signifie littéralement "crevette à grandes pinces".

## Description
Cette espèce est transparente et mesure 3 à 8 cm à l'état adulte.

## Répartition
Elle est originaire du Myanmar et de Thaïlande.